# Spijkerglooiing

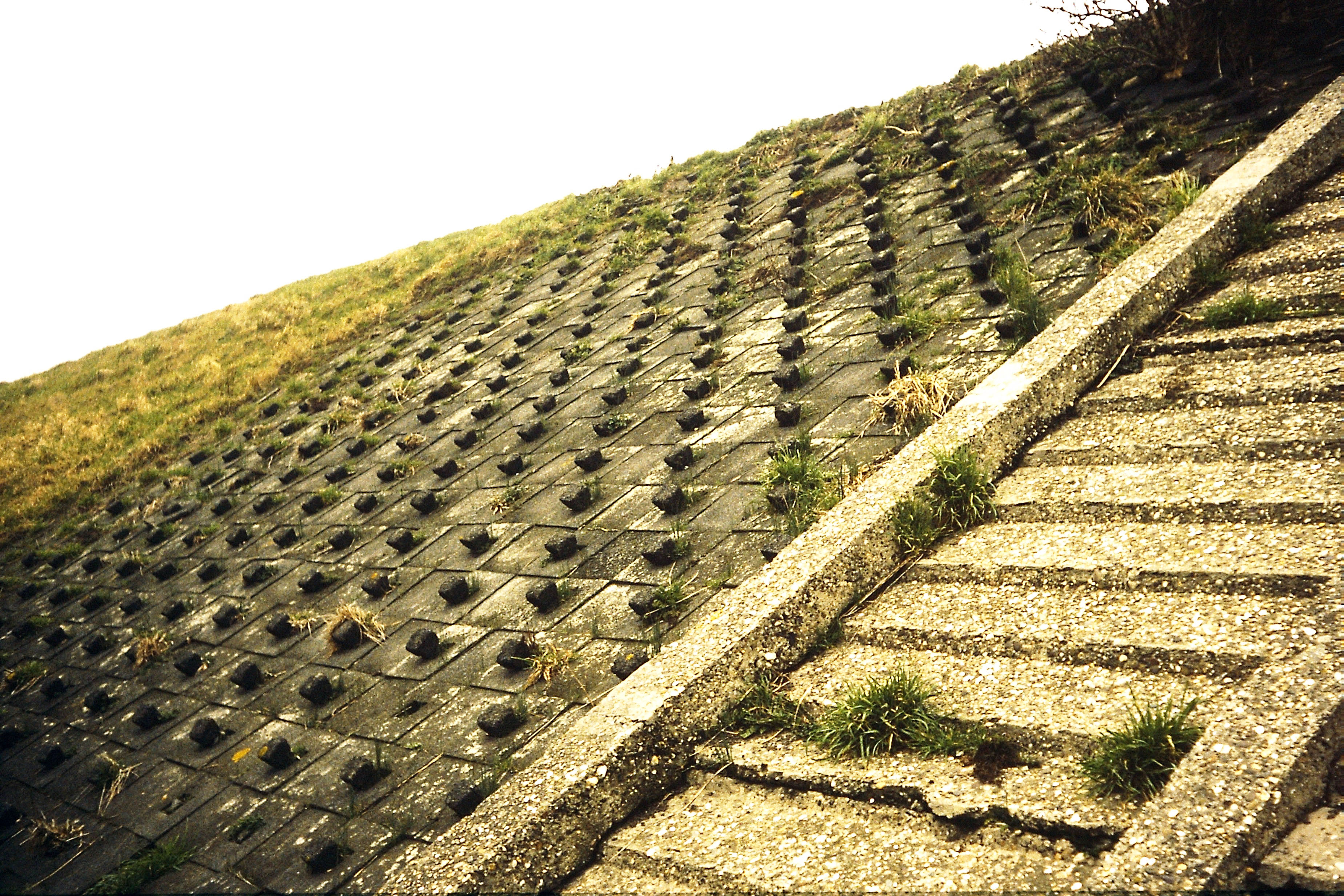
Spijkerglooiing (links)

Een spijkerglooiing is een dijkbekleding die bestaat uit betonnen tegels, die met een betonnen paaltje aan het dijklichaam zijn verankerd.
Dit bloktype wordt sinds de Tweede Wereldoorlog niet meer toegepast. Bij Scharendijke is ter hoogte van Baken 10 en nabij Baken 26 aan de landzijde nog een spijkerglooiing aanwezig. Deze glooiing ligt hier bij wijze van herinnering aan het systeem. De spijkerglooiing is een idee van ir. De Muralt, maar in een publicatie van hemzelf uit 1931 afgeraden voor gebruik op zeedijken.(p54, punt4) Het systeem werd vooral op estuariumdijken die minder te verduren kregen en langs kanalen toegepast. 

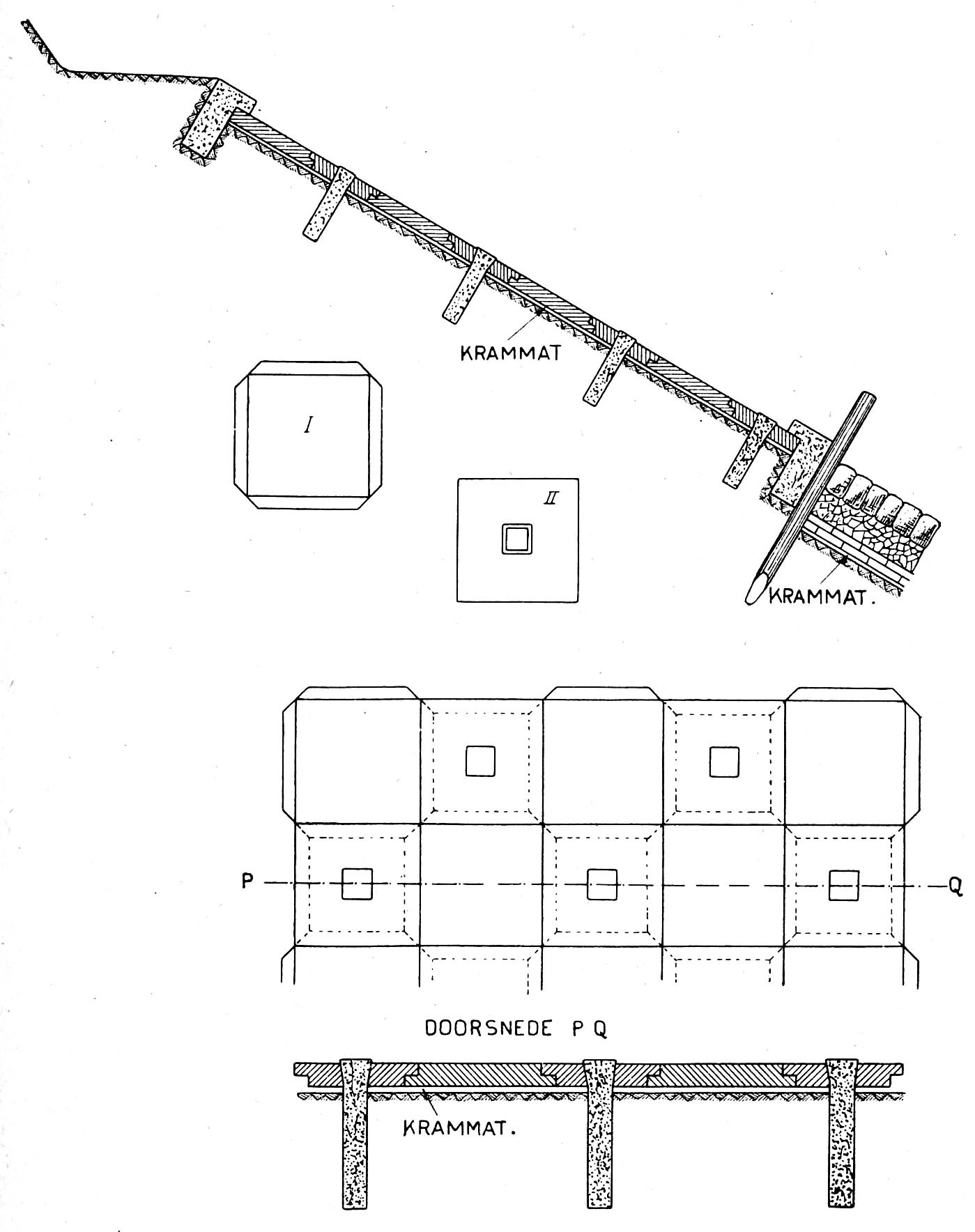
Tekening van een spijkerglooiing

Op het dijktalud wordt eerst een krammat aangebracht. Daarop komt de glooiing, die uit platen van beton bestaat, welke door middel van 'spijkers' van gewapend beton op het talud bevestigd worden. Met dat doel komen de platen in twee verschillende vormen voor (I en II, zie figuur). In II bevindt zich het gat voor de spijker. Wordt nu deze plaat op het talud vastgespijkerd, dan ligt ook plaat I vast, omdat de kanten van deze plaat door de vier zijden van plaat II neergedrukt worden. De glooiing wordt aan boven- en onderzijde omsloten door balken van beton.